# Ptolemeusz z Aloros
Ptolemeusz z Aloros – urodzony przed 394 p.n.e. pochodził prawdopodobnie z dynastii Argeadów. Ojcem Ptolemeusza był król Macedonii Amyntas II Mały. Dla pozyskania jego poparcia jego kuzyn Amyntas IV dał mu za żonę swoją córkę Eurione. Nie zapobiegło to jednak walkom po śmierci Amyntasa. Wkrótce po tym jak tron objął jego syn Aleksander doszło konfliktu między nim a Ptolemeuszem. Okazję wykorzystał tebański wódz Pelopidas który wezwany przez obie strony pogodził je. Aleksander umarł zimą 368 lub wiosną 367 roku nie pozostawiając potomka. Władzę po nim przejął jego piętnastoletni brat Perdikkas. Z uwagi  na młody wiek władcy regentem Perdikkasa wyznaczono Ptolemeusza. W 367 pojawił się nowy pretendent do tronu, Pauzaniasz, będący przedstawicielem bocznej linii Argeadów. Zajął on wschodnią Macedonię został jednak powstrzymany przez wojska Ptolemeusza a  następnie wyparty przy udziale wezwanego na pomoc stratega ateńskiego Ifikratesa. Zaniepokojeni wzrostem wpływów ateńskich w Macedonii Tebańczycy najechali królestwo i zmusili Macedonię do zawarcia sojuszu zaczepno-obronnego. W ramach gwarancji jego utrzymania zabrali ze sobą grupę pięćdziesięciu Macedończyków w tym syna Ptolemeusza Filoksenosa. W 365 Perdikkas osiągnął wiek pozwalający mu na samodzielne rządy. W tym samym roku zmarł Ptolemeusz.